# Catalogo europeo dei rifiuti
Il catalogo europeo dei rifiuti  è l'elenco dei codici di classificazione dei rifiuti secondo la direttiva 75/442/CEE. Ai sensi della citata, sono classificati in base ad un codice CER.

## La definizione di rifiuto
Secondo la direttiva, viene definito rifiuto: "qualsiasi sostanza od oggetto che rientri nelle categorie riportate nell'allegato I e di cui il detentore si disfi o abbia deciso o abbia l'obbligo di disfarsi". L'allegato I è  denominato Elenco europeo dei rifiuti (List of wastes) e si applica a tutti i rifiuti, siano essi destinati allo smaltimento o al recupero.
La pericolosità di un rifiuto, quando non è determinabile dalle schede di sicurezza dei prodotti che lo costituiscono, viene determinata tramite analisi di laboratorio volte a verificare l'eventuale superamento di valori di soglia individuati dalle Direttive sulla classificazione, l'etichettatura e l'imballaggio delle sostanze pericolose. Questo si applica alle tipologie di rifiuti individuati da "codici CER a specchio", ossia una coppia di diversi codici CER che si riferiscono allo stesso rifiuto, uno (asteriscato) nel caso in cui esso sia pericoloso e l'altro (non asteriscato) nel caso in cui non lo sia. Altri tipi di rifiuti, invece, sono necessariamente pericolosi o non pericolosi in base alla loro tipologia e pertanto la loro classificazione non richiede analisi.
Ai rifiuti pericolosi va anche attribuita una classe di pericolosità indicata con la sigla HP, seguita da un numero da 1 a 15.
La miscelazione di rifiuti con diversi codici CER o stesso codice CER ma diversa classe di pericolosità in fase di deposito temporaneo o trasporto è vietata.

## I codici EER
I rifiuti sono identificati dai codici EER, delle sequenze numeriche, composte da 6 cifre riunite in coppie (es. 03 01 01 scarti di corteccia e sughero), volte ad indicare un rifiuto, di norma, in base al processo produttivo da cui è originato. Il primo gruppo identifica il capitolo, mentre il secondo usualmente il processo produttivo.
I codici EER si dividono in non pericolosi e pericolosi; i secondi vengono identificati graficamente con un asterisco " * " dopo le cifre (es. 02 01 08* rifiuti agrochimici contenenti sostanze pericolose).
I codici, originariamente 839, sono inseriti all'interno dell'Elenco dei rifiuti istituito dall'Unione europea con la decisione 2000/532/Ce. Con la decisione 2014/955/Ue (entrata in vigore il 1º giugno 2015) sono stati aggiunti all'elenco tre nuovi codici (pertanto dunque l'elenco comprende 842 voci) e sono state modificate le descrizioni relative ad alcune voci esistenti.

## Il recepimento in Italia
L'Elenco dei rifiuti della UE è stato recepito in Italia a partire dal 1º gennaio 2002 in sostituzione della precedente normativa.
L'elenco dei rifiuti riportato nella decisione 2000/532/Ce è stato trasposto in Italia con due provvedimenti di riordino della normativa sui rifiuti:
- il Dlgs 152/2006 (recante "Norme in materia ambientale"), allegati alla parte quarta, allegato D;
- il Dm Ministero dell'ambiente del 2 maggio 2006 ("Istituzione dell'elenco dei rifiuti") emanato in attuazione del Dlgs 152/2006 e successivamente dichiarato incapace di produrre effetti giuridici, non essendo stato sottoposto al preventivo e necessario controllo della Corte dei conti, con comunicato del Ministero dell'Ambiente pubblicato in Gazzetta Ufficiale n. 146 del 26 giugno 2006.

## Capitoli fondamentali
- 01 Rifiuti derivanti dalla prospezione, l'estrazione, il trattamento e l'ulteriore lavorazione di minerali e materiali di cava
- 02 Rifiuti provenienti da produzione, trattamento e preparazione di alimenti in agricoltura, orticoltura, caccia, pesca ed acquacoltura
- 03 Rifiuti della lavorazione del legno e della produzione di carta, polpa, cartone, pannelli e mobili
- 04 Rifiuti della produzione conciaria e tessile
- 05 Rifiuti della raffinazione del petrolio, purificazione del gas naturale e trattamento pirolitico del carbone
- 06 Rifiuti da processi chimici inorganici
- 07 Rifiuti da processi chimici organici
- 08 Rifiuti da produzione, formulazione, fornitura ed uso (PFFU) di rivestimenti (pitture, vernici e smalti vetrati), sigillanti, e inchiostri per stampa
- 09 Rifiuti dell'industria fotografica
- 10 Rifiuti inorganici provenienti da processi termici
- 11 Rifiuti inorganici contenenti metalli provenienti dal trattamento e ricopertura di metalli; idrometallurgia non ferrosa
- 12 Rifiuti di lavorazione e di trattamento superficiale di metalli, e plastica
- 13 Oli esausti (tranne gli oli commestibili 05 00 00 e 12 00 00)
- 14 Rifiuti di sostanze organiche utilizzate come solventi (tranne 07 00 00 e 08 00 00)
- 15 Imballaggi, assorbenti; stracci, materiali filtranti e indumenti protettivi (non specificati altrimenti)
- 16 Rifiuti non specificati altrimenti nel Catalogo
- 17 Rifiuti di costruzioni e demolizioni (compresa la costruzione di strade)
- 18 Rifiuti di ricerca medica e veterinaria (tranne i rifiuti di cucina e di ristorazione che non derivino direttamente da luoghi di cura)
- 19 Rifiuti da impianti di trattamento rifiuti, impianti di trattamento acque reflue fuori sito e industrie dell'acqua
- 20 Rifiuti solidi urbani ed assimilabili da commercio, industria ed istituzioni inclusi i rifiuti della raccolta differenziata

## Esempi di classificazione
- 01 00 00 Rifiuti derivanti dalla prospezione, l'estrazione, il trattamento e l'ulteriore lavorazione di minerali e materiali di cava
  - 01 01 00 rifiuti di estrazione di minerali
  - 01 01 01 rifiuti di estrazione di minerali metalliferi
  - 01 01 02 rifiuti di estrazione di minerali non metalliferi
  - 01 02 00 rifiuti derivanti dal trattamento di minerali
  - 01 02 01 rifiuti derivanti dal trattamento di minerali metalliferi
  - 01 02 02 rifiuti derivanti dal trattamento di minerali non metalliferi
  - 01 03 00 rifiuti derivanti da ulteriori trattamenti chimici e fisici di minerali metalliferi
  - 01 03 01 colle
  - 01 03 02 polveri e rifiuti polverosi
  - 01 03 03 fanghi rossi dalla produzione di allumina
  - 01 03 99 rifiuti non specificati altrimenti
  - 01 04 00 rifiuti derivanti da ulteriori trattamenti chimici e fisici di minerali non metalliferi
  - 01 04 01 ghiaia e rocce triturate di scarto
  - 01 04 02 sabbia e argilla di scarto
  - 01 04 03 polveri e rifiuti polverosi